# 柳川温泉
柳川温泉（やながわおんせん、Yanagawa Hot Spring）は、山形県西村山郡大江町にある温泉。奥おおえ柳川温泉とも呼ぶ。正式名称は大江町柳川温泉健康増進交流センター。

## 歴史

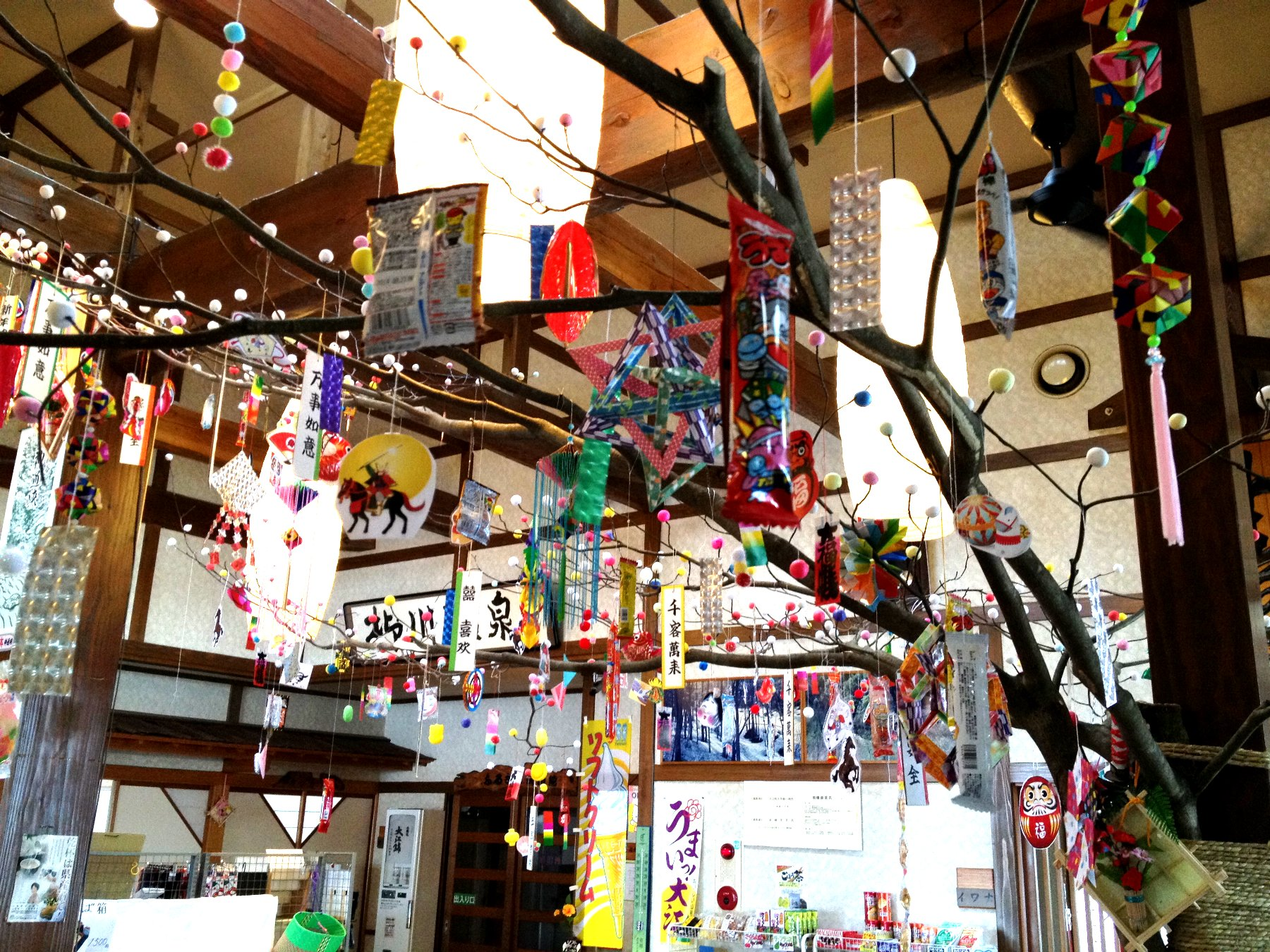
待合室のだんご木

平成7年（1995年）オープンするも、平成23年（2011年）3月東日本大震災により温泉の自噴が止まり、同年9月新たに掘削した源泉により、10月20日から内湯の営業が、12月10日から露天風呂の営業が再開された。

## 泉質
含硫黄-ナトリウム-硫酸塩・塩化物温泉

## 適応症

### 浴用
動脈硬化症、きりきず、やけど、慢性皮膚病、虚弱児童、慢性婦人病、神経痛、筋肉痛、関節痛、五十肩、運動麻痺、間接こわばり、うちみ、くじき、慢性消化器病、痔疾、冷え性、病後回復期、疲労回復、健康増進

### 飲用
慢性胆嚢炎、胆石症、慢性便秘、肥満症、痛風、慢性消化器病、歯病

## 施設
- 大江町柳川温泉健康増進交流センター

日帰り入浴（内風呂：男女各1、露天風呂：男女各1）、休憩所（大部屋1、個室3）、飲泉所、足湯、宿泊施設（10室）
- 定休日

第1火曜日（ただし祝祭日の際は開館）

## アクセス
- JR左沢線 左沢駅より大江町営バスで約40分、終点「柳川温泉」バス停より徒歩すぐ